# Skinless
Gli Skinless sono una band brutal death metal proveniente da Troy (New York).

## Storia degli Skinless
Il gruppo si formò nel 1992 da Ryan Wade e Noah Carpenter. Erano conosciuti per esibizioni consistenti e intense, i temi trattati nei loro testi sono un mix di umorismo nero, cinismo e alcune volte di satira tipici di alcuni gruppi death metal come Carcass e Cannibal Corpse. Le loro tematiche relative alla società umana sono esposte in alcune canzoni come ad esempio "The Optimist".
Nel 1998 debuttarono con l'album, Progression Towards Evil, la cui pubblicazione aveva riscosso recensioni positive dalla critica metal. Nella loro carriera musicale hanno pubblicato quattro album e 2 DVD con alcuni recenti successi come Trample the Weak, Hurdle the Dead uscito 2006; che li ha portati ad un discreto successo, fino a partecipare al North America Tour accompagnati da Suffocation e Immolation.
Nell'aprile 2011 Noah Carpenter chitarrista fondatore del gruppo annuncia lo scioglimento della formazione sulla pagina myspace della band.

## Formazione

### Formazione attuale
- Noah Carpenter (ex Armor Column) - chitarra (1992–presente)
- Joe Keyser - basso (1997–presente)
- Chris Mahar - batteria (2006–presente)
- Sherwood "Thunder Wheel" Webber IV - voce (1994–2004, 2010–2011, 2013–presente)
- Dave Matthews - chitarra (2013–presente)

### Ex componenti
- Jason Keyser (ex Mucopus e Detriment) - voce (2004–209)
- Bob Beaulac (ex Disciples of Berkowitz) - batteria (1997–2003, 2005–2006)
- John Longstreth (ex Angelcorpse) - batteria (con From Sacrifice to Survival)
- Ryan Wade - batteria (1992-1995) voce/batteria con Sherwood Webber (1995–1997)
- Adam p. Lewis - basso (1995-1997)
- Mike Levy - voce (1992)
- Ted Monsour - basso e voce (1991)
- Jeff Vanloan - basso con Ted sang (1991)
- Dan Bell - voce (1992)

## Discografia

### Album in studio
- 1998 - Progression Towards Evil
- 2001 - Foreshadowing Our Demise
- 2003 - From Sacrifice to Survival
- 2006 - Trample the Weak, Hurdle the Dead
- 2007 - Regression Towards Evil: 1994-1998
- 2015 - Only the Ruthless Remain
- 2018 - Savagery

### Demo
- 1994 - Demo
- 1995 - Swollen Heaps

## Videografia
- 2000 - Buzzed & Brutal
- 2004 - Skinflick